# 壽聖王
朔（？—前519年），是古朝鲜之箕子朝鲜的君主，前君主僅之侄，天老王子孝之玄孫，子姓。初封和義侯，在位於前560年至前519年，諡號壽聖王（韓語：수성왕），後王位由兒子藜繼承。